# Franco del África Ecuatorial Francesa
El franco fue la moneda del África Ecuatorial Francesa desde 1917 hasta 1945.

## Monedas
En el año 1942, fueron producidas monedas de cincuenta céntimos y un franco en latón. Un año más tarde, las mismas denominaciones fueron acuñadas en bronce.
| Denominación | Emisión actual | Material                                                    | Forma    |
| ------------ | -------------- | ----------------------------------------------------------- | -------- |
| 50 céntimos  | 1942           | Latón (en emisiones de 1942), Bronce (en emisiones de 1943) | Circular |
| 1 franco     | 1942           | Latón (en emisiones de 1942), Bronce (en emisiones de 1943) | Circular |

## Billetes
En 1917, el Gobierno General del África Ecuatorial Francesa emitió billetes de emergencia en denominaciones de uno y dos francos. Una emisión provisional de billetes 25 francos fue producida en 1925, sobreimprimiendo billetes del África Occidental Francesa con el valor antes mencionado. No se imprimió más papel moneda hasta el año 1940, cuando el Gobierno General ordenó la emisión de billetes de emergencia con valores de mil y cinco mil francos. Estos fueron seguidos en 1941 por billetes impresos en Francia Libre de cinco, diez, veinte, veinticinco, cien y mil francos. La Caisse Centrale de la France d'Outre-Mer se hizo cargo de la producción de papel moneda en 1944, imprimiendo billetes de cinco, diez, veinte, cien y mil francos. Estos continuaron circulando normalmente, incluso cuando el franco CFA comenzó a circular a partir de 1945.